# О’Доннелл, Нора
Но́ра Морахэ́н О'До́ннелл (англ. Norah Morahan O'Donnell; 23 января 1974, Вашингтон, США) — американская журналистка и телеведущая.

## Биография и карьера
Нора О'Доннелл родилась 23 января 1974 года в Вашингтоне (округ Колумбия, США). Нора окончила Среднюю школу Дугласа МакАртура в Сан-Антонио, штат Техас, и Джорджтаунский университет, получив степень бакалавра философии и степень магистра в области либеральных наук.
Нора начала свою журналистскую карьеру в 1996 году. О'Доннелл первоначально служила как персональный писатель для «Roll Call».

## Личная жизнь

### Брак и дети
С 9 июня 2001 года Нора замужем за ресторатором Джеффом Трейси. У супругов трое детей: сын и дочь-близнецы — Генри Трейси и Грейс Трейси (род. 20.05.2007) и ещё одна дочь — Райли Нора Трейси (род. 05.07.2008). Назвать младшую дочь Райли ей предложил журналист-коллега Тим Рассерт, который скончался за 3 недели до её рождения.

### Проблемы со здоровьем
Незадолго до Дня благодарения в 2016 году, ей был поставлен диагноз рак кожи. Она обнародовала новость о своём диагнозе и выздоровлении в марте 2017 года в надежде помочь другим людям избежать такого же опыта. Теперь, победив рак кожи, О'Доннелл проверяется у врачей каждые полгода и повысила свои методы защиты кожи.
22 марта 2019 года О’Доннелл была проведена экстренная операция по удалению аппендикса в Медицинском университете Южной Каролины в Чарлстоне, которая прошла успешно.